# 王以悟
王以悟（1557年—？），字幼真，號惺所，河南河南府陕州张茅镇人，軍籍，明朝政治人物。

## 生平
师从尤时熙、孟化鲤二人门下学习心学。万历二十八年（1600年）庚子科河南乡试舉人，三十二年（1604年）甲辰科進士，三十四年授邢台县知县，擢兵部主事，歴员外、郎中，泰昌元年（1650年）由武库郎中升山西右参政兼按察司僉事，甫三月，即告歸。

## 家族
曾祖王继宗，祖王世遷，父王仕（1526年－1568年），生母石氏。
妻高氏，继娶田氏，生四子：王尔修、王尔存、王尔含、王尔循。